# I, Monster
I, Monster (deutscher Titel: Ich, ein Monster) ist ein britischer Horrorfilm von Regisseur Stephen Weeks aus dem Jahr 1971 für die Produktionsfirma Amicus. Es handelt sich um eine Verfilmung des Romans Der seltsame Fall des Dr. Jekyll und Mr. Hyde von Robert Louis Stevenson, mit Christopher Lee und Peter Cushing in den Hauptrollen.

## Handlung
London zu Beginn des 20. Jahrhunderts. Der Arzt Dr. Marlowe, ein Psychoanalytiker und Anhänger der modernen und umstrittenen Theorien von Sigmund Freud in Wien, experimentiert mit einer Droge, die helfen soll, bei seinen Patienten das Unbewusste sichtbar zu machen. Seine Versuche ergeben aber kein klares Bild. In Tierversuchen sind die Ergebnisse unberechenbar (eine Katze, der er die Flüssigkeit injiziert, wird so unkontrollierbar aggressiv, dass Marlowe sich gezwungen sieht, sie zu erschlagen), auch bei Menschen sind Reaktionen unvorhersehbar: Eine äußerst zurückhaltende Patientin wird unter dem Einfluss der Droge plötzlich sexuell entfesselt, sie entkleidet sich und versucht Marlowe zu verführen, ein höchst aggressiv auftretender Geschäftsmann wiederum verwandelt sich in ein ängstliches Kind. Gemeinsam ist allen Patienten, dass sie sich nachher nicht nur an die aufgetretenen Veränderungen erinnern, sondern sich auch wegen ihres Verhaltens unter Drogeneinfluss schämen. Deshalb möchte Marlowe die Droge auch nie zweimal an demselben Menschen testen, obwohl er weiß, dass er eigentlich Serienexperimente durchführen müsste, um Klarheit über deren Wirkung zu gewinnen. Mit seinem Mentor Dr. Lanyon berät er sich deswegen – er vermutet, die unterschiedlichen Reaktionen der Klienten könnten darauf zurückzuführen sein, dass eine der drei (nach Freud) psychischen Instanzen, das Es, das Ich oder das Über-Ich, durch die Droge ausgeschaltet werden könnte, es ist aber nicht sicher, welche. Dr. Lanyon warnt ihn, dass ein Mensch nach Ausschaltung des Über-Ich „kein Gewissen, keine Schuldgefühle, keine Scham“ mehr hätte und jedem unterdrückten Begehren nachgeben würde. „Er wäre der gefährlichste Mensch auf der Welt.“

Dr. Marlowe entschließt sich, eine Reihe von wiederholten und, wie er glaubt, kontrollierten Experimenten mit der Droge an sich selbst vorzunehmen. Er hat auch ein Gegenmittel entwickelt, das den Probanden wieder zu sich selbst bringt.

Anfangs verwandelt Marlowe sich nur in eine Art bösen, grinsenden, anarchistischen Clown (der Spaß daran hat, Leute zu erschrecken und Liebespaare anzurempeln), auch die Rückverwandlung funktioniert problemlos. Aber mit der Zeit wird Marlowes Alter Ego immer aggressiver und brutaler und nimmt immer mehr Raum in Marlowes Leben ein. Auch körperlich beginnt dieser Andere sich zu verändern, mit jeder Verwandlung wird er hässlicher. Seinem Butler und seinen Freunden gegenüber bezeichnet Marlowe dieses andere Ich als einen Bekannten namens Mr. Blake. Marlowes Freund Utterson beginnt trotzdem Verdacht zu schöpfen, er vermutet aber zunächst, dieser Blake wäre ein Erpresser, der Marlowe irgendwie in der Hand hätte. Als Blake jedoch in einem Wutausbruch einen ersten Mord begeht (an einer Prostituierten, die ihm zunächst Avancen macht, ihn dann aber wegen seiner Hässlichkeit lauthals auslacht), eskalieren die Ereignisse.

In seinem Testament setzt Marlowe Blake als seinen Universalerben ein, Utterson findet das Dokument und stellt Marlowe zur Rede. Dieser verspricht, dass Blake weggehen und nie mehr zurückkommen würde, und zeigt Utterson zum Beweis einen Abschiedsbrief, den Blake ihm angeblich geschrieben hat. Utterson erkennt allerdings, dass Blake und Marlowe dieselbe Handschrift haben. Marlowe versucht tatsächlich, sich von der Droge fernzuhalten, dies gelingt ihm auch zunächst – allerdings muss er dann entsetzt feststellen, dass die Verwandlung in Mr. Blake nun in manchen Trigger-Situationen auch schon von selber vonstattengeht, dass die Droge dazu gar nicht mehr nötig ist. In einer dieser unkontrollierten Phasen sucht er als Blake Utterson auf (der als einziger sein Geheimnis zu kennen scheint), um ihn zu töten. Es kommt zum Kampf, Utterson schafft es, sich zu wehren, das Zimmer geht dabei in Flammen auf, auch Blake fängt Feuer und stürzt die Treppe hinunter, wobei er sich das Genick bricht. Im Tod verwandelt er sich vor Uttersons Augen in Dr. Marlowe zurück.

## Produktionshintergrund
Als Regisseur war ursprünglich Peter Duffell vorgesehen, der kurz zuvor für Amicus den erfolgreichen Horror-Episodenfilm Totentanz der Vampire (ebenfalls mit Christopher Lee und Peter Cushing in zwei Hauptrollen) inszeniert hatte. Duffell lehnte aber ab, da er fürchtete, sonst als Horror-Regisseur abgestempelt zu werden. Daraufhin übernahm der erst 22-jährige Stephen Weeks die Regie, der damals als eine Art Regie-Wunderkind galt. Das Drehbuch stammte von Amicus-Gründer und -Leiter Milton Subotsky persönlich. Kameramann Moray Grant arbeitete ansonsten hauptsächlich für Hammer, I, Monster war seine einzige Zusammenarbeit mit Amicus. Auch für den renommierten Komponisten Carl Davis, der die für einen Horrorfilm eher ungewöhnliche Musik beisteuerte, war dies das erste Engagement bei Amicus, er war selbst mit dem Ergebnis allerdings so unzufrieden, dass er erst Jahrzehnte später das nächste Mal Musik für einen Horrorfilm komponierte, für Frankenstein Unbound (1990) von Roger Corman. (Für Amicus komponierte er allerdings im folgenden Jahr noch den Thriller What Became of Jack and Jill?.) 
I, Monster gilt als eine der originalgetreuesten Verfilmungen von Stevensons Kurzroman Dr. Jekyll und Mr. Hyde. So ist etwa die Szene, in der Enfield Utterson erzählt, dass er Blake dabei beobachtet hat, wie dieser ein kleines Mädchen zu Boden gestoßen hat und dann noch auf sie gestiegen ist, fast wörtlich aus der Vorlage übernommen. Utterson und Lanyon sind hier wieder zwei verschiedene Personen und wurden nicht, wie in den  meisten anderen Verfilmungen, zu einer einzigen Rolle verschmolzen. Dies ist außerdem wohl der einzige Film, in dem Jekylls (alias Marlowes) Testament zugunsten Hydes (alias Blakes) eine Rolle spielt. Vor allem aber verzichtet dieser Film auf eine oder sogar zwei weibliche Hauptfiguren, die sonst in fast allen Filmversionen als Love Interest für Jekyll / Hyde hinzugefügt wurden, um eine Art zusätzliche Motivation für seine Experimente zu evozieren – so wie bei Stevenson ist hier Jekyll alias Marlowe ausschließlich an seiner Arbeit interessiert.
Etwas modernisiert wurden zwei Aspekte: Die Handlung wird zu Beginn des 20. Jahrhunderts angesiedelt (wenngleich Kulissen und Kostüme nach wie vor ins Viktorianische Zeitalter verweisen), nicht wie bei Stevenson zur Entstehungszeit des Romans 1886 – das ermöglicht die Ergänzung, dass Blake hier nicht als praktischer Arzt, sondern als Psychoanalytiker nach den Methoden Freuds arbeiten kann, die Stevenson natürlich noch nicht kennen konnte. (Wobei die im Film zitierte Theorie von Ich, Es und Über-Ich zum Zeitpunkt der Handlung ebenfalls noch nicht bekannt war, Freuds Schrift Das Ich und das Es erschien erst 1923.)

Außerdem ist hier nie von einem „Serum“, sondern immer von „Drogen“ („Drugs“) die Rede, zudem trinkt Marlowe die Flüssigkeit nicht, sondern injiziert sie sich (und seinen Patienten) mittels Spritze in den Arm. Die Verwandlung in das Alter Ego Mr. Blake geschieht auch nicht schlagartig, sondern schleichend, sowohl vom Verhalten her als auch im Aussehen. Während am Anfang noch eine Art Euphorie vorzuherrschen scheint und Blake sich von Marlowe äußerlich nur durch eine entfesselte Mimik und Körperlichkeit unterscheidet, wirkt Blake dann mit jeder weiteren Spritze immer aggressiver und unkontrollierter, und physisch immer verkommener. Das weckt deutliche Assoziationen an Drogenmissbrauch und Suchtverhalten, und das war laut Regisseur Weeks auch durchaus so beabsichtigt.
Warum die Namen der Hauptfigur von Dr. Henry Jekyll / Mr. Edward Hyde für diesen Film zu Dr. Charles Marlowe / Mr. Edward Blake geändert wurden, ist nicht restlos geklärt. An Urheberrechtsgründen, wie manchmal vermutet (so wie bei Friedrich Wilhelm Murnaus Erstverfilmung des Stoffes, Der Januskopf), kann es eher nicht gelegen haben, denn an sich war Stevensons Novelle bereits seit ein paar Jahren gemeinfrei (seit 1964, also 70 Jahre nach dem Tod des Autors). Außerdem tragen sämtliche anderen Hauptfiguren – Utterson, Enfield, Lanyon, Poole – die Originalnamen aus der Vorlage. Eine andere Überlegung ist, dass zu Drehbeginn bereits eine neue Dr. Jekyll-Verfilmung von Hammer angekündigt war und man vielleicht Verwechslungen vermeiden wollte – dass dieser Film (Dr. Jekyll und Sister Hyde) inhaltlich eine völlig andere Richtung einschlagen würde, wusste man zu diesem Zeitpunkt noch nicht. Als Milton Subotsky 1983 in einem Interview gefragt wurde, was es mit dieser Namensänderung auf sich habe, antwortete er nur: Ich dachte, es wäre lustig, es auszuprobieren. (I thought it would be fun to try!).

### I, Monsterals 3D-Film
I, Monster war als 3D-Film geplant. Technisch sollte ein selten angewendetes und relativ preisgünstiges Verfahren zum Einsatz kommen, das auf dem Pulfrich-Effekt aufbaute. Für diesen Effekt werden nicht, wie sonst üblich, zwei getrennte Bilder für das linke und das rechte Auge aufgenommen, sondern nur eines, das dafür allerdings ständig in horizontaler Bewegung bleiben muss. Der Effekt macht sich, vereinfacht ausgedrückt, zunutze, dass das menschliche Auge im Dunkeln Informationen träger verarbeitet als im Hellen. Wenn nun also (etwa durch eine Spezialbrille) eines der beiden Augen des Betrachters abgedunkelt wird, so erzeugt die verzögerte Bildwahrnehmung die Illusion, dass Gegenstände und Personen, die sich unterschiedlich schnell hinter- bzw. voreinander durch die Szenerie bewegen (etwa ein Schauspieler, der an einer Wand vorbeigeht), sich auch in unterschiedlicher Tiefe befinden. Sobald die Person und die Kamera stehenbleiben, verschwindet der Effekt allerdings, und das Bild wird wieder zweidimensional.

In der Praxis erwies sich die Arbeit mit dem Verfahren aber als wesentlich aufwendiger und komplizierter als vorhergesehen. Nicht nur, dass der Zwang zur ständigen Bewegung sowohl die Techniker als auch die Schauspieler allmählich an die Grenzen der Belastbarkeit brachte, was Regisseur Weeks zu der Überzeugung brachte, dass der 3D-Effekt sowieso nicht funktionieren könnte (während umgekehrt Subotsky und die Crew den angeblich technisch unerfahrenen und überforderten jungen Regisseur für das Nicht-Funktionieren verantwortlich machten) – obendrein stellte sich heraus, dass die Kulissen teilweise falschherum gebaut worden waren, so dass Kamerafahrten nicht wie geplant ausgeführt werden konnten. Zuletzt wurde darauf verzichtet, den Film in 3D herauszubringen.

Allerdings funktioniert ein Großteil der veröffentlichten Filmversion nach wie vor recht gut in 3D. Dies lässt sich überprüfen, wenn man den Film einfach mit einer Sonnenbrille betrachtet, der ein Glas fehlt. Etwa die Sequenz im Labor, wenn Blake den Bunsenbrenner Richtung Publikum schwenkt, die Szene in der Bar, in der Blake die Prostituierte bedrängt, oder der Moment, wenn Blake im Park ein kleines Mädchen um einen Gitterkäfig herum verfolgt, erscheinen dann fast perfekt dreidimensional. Dazwischen sind allerdings immer wieder statische, wohl später gedrehte, Szenen hineineingeschnitten, die den Effekt wieder aufheben.

## Besetzung
Christopher Lee hatte bereits zehn Jahre zuvor einmal in einem Jekyll-und-Hyde-Film mitgewirkt: in Hammers Jekyll-Verfilmung Schlag 12 in London spielte er den Lebemann Paul Allen, Dr. Jekylls Freund (und Liebhaber von dessen Frau).

I, Monster ist einer von über zwei Dutzend Filmen, in denen Christopher Lee und Peter Cushing gemeinsam aufgetreten sind, entweder als Antagonisten oder auch als Freundespaar. In diesem Film trifft beides zu: Dass Utterson (Cushing) sich auf die Spur von Blake (Lee) setzt und ihn schließlich tötet, geschieht deshalb, um seinem Freund Marlowe (ebenfalls Lee) beizustehen. Lees Darstellung der Doppelrolle gilt manchen als eine seiner besten schauspielerischen Leistungen überhaupt. Selten hatte er auch so viel Screentime in einem Film, er ist fast durchgängig, in einem Großteil der Szenen, zu sehen. Vergleichsweise kleiner und weniger elaboriert fällt Peter Cushings Rolle aus, seine zurückhaltende Darstellung mag auch damit erklärt werden, dass während der Dreharbeiten seine Frau Helen gestorben war, was ihn seelisch extrem belastete.

Mike Raven, in der Besetzungsliste an dritter Stelle genannt, obwohl seine Rolle eher klein ist, war eigentlich ein Radiostar (als Moderator und DJ), der sich 1971 entschloss, dem Radio den Rücken zu kehren und Schauspieler zu werden. Im Hammer-Film Nur Vampire küssen blutig war er als Obervampir Graf Karnstein zu sehen, der Enfield in I, Monster war seine zweite Rolle. Seine hölzerne Darstellungsweise brachte ihm jedoch fast nur negative Kritiken ein, so dass nach zwei weiteren Horrorfilmen schon wieder Schluss mit seiner Schauspielkarriere war.

## Rezeption
I, Monster war kein großer Kassenschlager. In einem Interview mit Cinefantastique im Sommer 1973 meinte Drehbuchautor und Produzent Milton Subotsky selber über seinen Film:

„Ansonsten habe ich nichts an der Stevenson-Story geändert, und das Problem mit dem Film ist, dass wir, weil wir so nah am Original geblieben sind, mit einem Film herausgekommen sind, der sehr respektabel und eher langweilig war, während Leute, die Versionen gemacht haben, die nicht so nah an der Originalgeschichte waren, aufregendere Filme herausgebracht haben. (Otherwise, I didn’t change anything in the Stevenson story, and the trouble with the picture is that, in sticking so close to the original, we wound up with a film that was very respectable and rather boring, whereas the people who made versions not as close to the original story wound up with more exciting films.)“

Herbert J. Pabst urteilte in der Zeitschrift Vampir:

„Es fehlt an Spannung, die Handlung schleppt sich, mit vielen langfädigen Dialogen belastet, zäh dahin, und Mr. Blake ist nichts weniger als "basically evil". Er wirkt eher wie ein heruntergekommener Leichenkutscher als wie einer, der besessen ist von jener Dämonie, die Edgar Allan Poe "the spirit of perverseness" nannte.“

## Deutsche Fassung
Eine deutsche Synchronfassung scheint es nicht zu geben. Gelegentlich wird als deutscher Titel Ich, ein Monster angegeben. Woher dieser Titel stammt, ist nicht genau zu eruieren, die IMDb erwähnt eine Veröffentlichung in der Schweiz unter diesem Namen.